# Puliciphora sumatrae
Puliciphora sumatrae är en tvåvingeart som beskrevs av Ronald Henry Lambert Disney 1999. Puliciphora sumatrae ingår i släktet Puliciphora och familjen puckelflugor. Inga underarter finns listade i Catalogue of Life.